# Horia (Neamț)
Pour les articles homonymes, voir Horia.
Horia est une commune roumaine du județ de Neamț, dans la région historique de Moldavie et dans la région de développement du Nord-Est.

## Géographie
La commune de Horia est située dans l'est du județ, sur la rive gauche de la Moldova, à son confluent avec le Siret, à 2 -km au sud de Roman, dont elle est une banlieue et à 49 km à l'est de Piatra Neamț, le chef-lieu du județ.
La municipalité est composée des deux villages suivants (population en 1992) :
- Cotu Vameș (3 168) ;
- Horia (3 551), siège de la municipalité.

## Politique
| Période                                  | Période  | Identité       | Étiquette | Qualité |
| ---------------------------------------- | -------- | -------------- | --------- | ------- |
| Les données manquantes sont à compléter. |          |                |           |         |
| 2000                                     | 2016     | Vasile Baciu   | PDL       |         |
| 2016                                     | En cours | Cristian Baciu | PNL       |         |

| Parti | Parti                        | Sièges |
| ----- | ---------------------------- | ------ |
|       | Parti social-démocrate (PSD) | 6      |
|       | Parti national libéral (PNL) | 6      |
|       | Parti Roumanie unie (PNR)    | 3      |

## Religions
En 2002, la composition religieuse de la commune était la suivante :
- Chrétiens orthodoxes, 98,67 % ;
- Adventistes du septième jour, 0,76 %.

## Démographie
En 2002, la commune comptait 7 005 Roumains (98,60 %) et 96 Tsiganes (1,35 %). On comptait à cette date 2 323 ménages et 2 520 logements.
| 1992  | 2002  | 2007  |
| ----- | ----- | ----- |
| 7 219 | 7 104 | 7 148 |

## Économie
L'économie de la commune repose sur l'agriculture et l'élevage. Une usine de fabrication de meubles existe dans la commune.

## Communications

### Routes
Horia se trouve face à la ville de Roman sur la route nationale DN2 (Route européenne 85) Roman-Bacău, à son embranchement avec la nationale 15 Roman-Piatra Neamț. La route régionale DJ107C conduit à Ion Creangă, après avoir traversé le Siret.